# さいたま市立指扇小学校
さいたま市立指扇小学校（さいたましりつさしおうぎしょうがっこう）は、埼玉県さいたま市西区にある日本の公立小学校。

## 沿革
- 1873年（明治6年）
  - 6月3日 - 学制発布により清河寺の境内に清河学校を設置[2][3]
  - 6月28日 - 宝来、明現寺に宝来学校を設置
- 1883年（明治16年）11月1日 - 宝来学校を指扇に二分する
- 1886年（明治19年）4月1日 - 清河学校を宝来、指扇2校に併合し培成学校と改称
- 1893年（明治26年）4月1日 - 培成学校を第二指扇尋常小学校と改称し、指扇、峰岸分教室を第一、第三小学校とする
- 1924年（大正13年）3月14日 - 指扇高等小学校となる
- 1927年（昭和2年）3月31日 - 指扇尋常高等小学校とし三分教場となる
- 1941年（昭和16年）4月 - 指扇国民学校となる
- 1943年（昭和18年）8月31日 - 分校を廃し全児童本校に収容する
- 1947年（昭和22年）4月 - 学校教育法（旧法）施行により、指扇村立指扇小学校と改称
- 1955年（昭和30年）1月1日 - 大宮市に合併し校名を大宮市立指扇小学校と改称
- 1962年（昭和37年）12月8日 - 校旗・校歌制定
- 1973年（昭和48年）6月3日 - 開校百年を記念して開校百年祭を挙行
- 1978年（昭和53年）4月1日 - 指扇北小学校新設。本校より分離。
- 2001年（平成13年）5月1日 - 三市合併により校名をさいたま市立指扇小学校に変更
- 2017年（平成29年）11月18日 - 土地区画整理事業の換地処分により地番変更[4]、所在地が大字指扇4226番地[5]から西大宮1丁目49番地6に変更される。
- 2023年（令和5年）11月25日 - 創立150周年記念式典および記念音楽会を開催

## 交通
西大宮駅および指扇駅から徒歩15分